# 艾蕾諾拉·貢扎加
艾蕾諾拉·貢扎加（義大利語：Eleonora Gonzaga，1598年9月23日—1655年6月27日），神聖羅馬皇后，1622年至1637年在位。
1622年，艾蕾諾拉與神聖羅馬皇帝斐迪南二世結婚，兩人沒有子女。